# Wiesenbach (Baviera)
Wiesenbach è un comune tedesco di 998 abitanti, situato nel land della Baviera.